# Alessandria del Carretto
Alessandria del Carretto là một thị xã và comune  ở tỉnh Cosenza trong vùng Calabria miền nam nước Ý.
Đô thị Alessandria del Carretto có diện tích 39 ki lô mét vuông, dân số thời điểm năm 2007 là 745 người.
Đô thị này có các đơn vị dân cư (frazioni) sau: 
Các đô thị giáp ranh: Albidona, Castroregio, Cerchiara di Calabria, Oriolo, Plataci, San Paolo Albanese, Cersosimo, Terranova di Pollino.